# ديلفن مايلز
ديلفن مايلز (بالإنجليزية: Delvin Myles)‏ هو لاعب كرة قدم أمريكية أمريكي، ولد في 1972 في أنكوريج في الولايات المتحدة.